# Melanum mucidum
Melanum mucidum är en tvåvingeart som beskrevs av Spencer 1986. Melanum mucidum ingår i släktet Melanum och familjen fritflugor. Inga underarter finns listade i Catalogue of Life.